# Назаренко Євген Данилович
Назаренко Євген Данилович (1938—2009) — краєзнавець, історик, педагог, знаний фахівець із геральдики.

## З життєпису
Євген Данилович народився 18 жовтня 1938 року в селі Будилка Лебединського району Харківської (нині — Сумської) області в родині вчителів сільської школи.
В 1941 р. батько пішов на фронт і по завершенні Другої світової війни залишився служити офіцером. В 1952 р. він був переведений до Проскурівського (Хмельницького) танкового училища, а незабаром сюди переїхала й уся сім'я. Так, 14-річний Євген опинився у місті над Бугом, де закінчив середню школу № 3.
Після закінчення школи Євген вступив на історичний факультет Чернівецького державного університету (нині — національний університет імені Юрія Федьковича). Після успішного закінчення в 1962 р. університету працював учителем у Хмельницькій школі № 8.В перші роки роботи на освітянській ниві, прагнучи пожвавити уроки історії з їхнім «стиснутим» програмним компонентом, розпочав активну дослідницьку роботу, збирав матеріали з історії Поділля й Південно-Східної Волині. Для молодого шкільного історика результати перших досліджень були з розряду сенсаційних і вже в 60-тих рр. ХХ ст. з'являються перші його публікації. Тривалий час Євген Назаренко викладав історію в Хмельницькому технікумі радянської торгівлі (нині — торговельно-економічний коледж Київського національного торговельно-економічного університету), в професійно-технічному училищі № 8 (нині — ПТУ № 18), Хмельницькому технологічному інституті побутового обслуговування (нині — Хмельницький національний університет). Невдовзі Є. Д. Назаренко поставив справу своїх краєзнавчих пошуків на наукову основу й проводив копітку та системну роботу в архівах, де знайшов багато цікавих фактів.
Під час роботи в редколегії книги «Реабілітовані історією», як науковий консультант і член редколегії, виявив слідчі справи незаконно репресованих більшовиками: історика Євфимія Сіцінського, композитора Михайла Косака, письменника Тодосія Осьмачки.
Наслідком вивчення цих документів стали його вагомі статті в книзі «Великий терор на Поділлі», журналі «Дивокрай», газеті «Літературна Україна» та багатьох інших.
Наслідком прагнення дослідника простежити родовід Миколи Васильовича Гоголя стала його книга «Подільський полковник Остап Гоголь» (1995), присвячена його предку, козацькому ватажку, полковнику Остапу Гоголю, який понад 30 років очолював найзахідніший козацький Подільський полк. Євген Данилович переконливо довів, що славетні письменники Микола Гоголь та Юрій Яновський мали свої корені на Поділлі, а їхній родовід походить від подільського полковника, наказного гетьмана Остапа Гоголя.
В цілому діапазон дослідницьких інтересів Євгена Даниловича справді вражає: це, зокрема, його Шевченкіана, яка розпочалась із розвідки присвяченої проскурівчанину Аркадію Венгжиновському, другу Шевченка. Роками краєзнавець скрупульозно збирав відомості про подолян, стосунки з якими були для Кобзаря важливими, про обставини перебування поета на Поділлі.
В 2003 р. він представив зібрані та ґрунтовно досліджені факти й події в окремій книзі нарисів «Тарас Шевченко і подоляни», де висвітлив перебування Шевченка у Кам'янці-Подільському та його зустрічі з подолянами, а також розкрив проблеми вшанування Кобзаря на Поділлі
Значну увагу він приділяв і краєзнавчому літературознавству. Зокрема, висвітлив поетичні освідчення в любові до Кам'янця-Подільського Костянтина Батюшкова та Юзефа Крашевського; відомого українського поета Степана Руданського («До скелі притулився Кам'янець убогий»); — соціальні контрасти, що їх побачив у місті в 1930 р. Драй-Хмара («Але поглянь у темні очі веж — там жах середньовіччя, і кров, і гвалт, і заграви пожеж»); гостру поетичну сатиру відомого культурного діяча XIX ст., нащадка старовинного молдавського роду, старшого учителя російської словесності та логіки в місцевій гімназії Олександра Хиждеу;
- долю подолянина Мауриція Гославського (1802—1834), представника «української школи» у польській літературі, перу якого, зокрема, належать поема «Поділля» та ґрунтовна праця «Обряд народного весілля на Поділлі разом з піснями».
Свої статті він періодично публікував у багатьох краєзнавчих збірниках, журналах «Людина і світ», «Слово і час», «Журналіст України» (Київ), центральній та обласній пресі — «Подільських вістях», «Проскурові» та інших часописах Хмельниччини. Важливо зауважити, що його статті, опубліковані в геральдичному часопису «Знак» (Львів), включені до бібліографічного переліку найпотужнішого світового Інтернет-сайту з вексилології. Він безпосередньо був причетним до справжнього «геральдичного подвигу», тобто до спеціального випуску журналу «Гербовед» (Москва), майже повністю написаного хмельничанами та присвяченого геральдиці м. Хмельницького.
Впродовж 1967—2007 рр. Євген Данилович Назаренко брав активну участь у різноманітних наукових форумах, був активним учасником всеукраїнських науково-практичних конференцій тощо.
Упродовж 1991—2004 рр. Євген Данилович очолював Хмельницьку міську організацію Всеукраїнської спілки краєзнавців, входив до складу президії обласної організації Всеукраїнської спілки краєзнавців, керував клубом краєзнавців в обласній універсальній науковій бібліотеці імені Миколи Островського, активно співпрацював із Центром дослідження історії Поділля та Південно-Східної Волині Інституту історії України НАН України, а в жовтні 2009 р. був одним із фундаторів Хмельницької міської організації Національної спілки краєзнавців України.
Назаренко Євген Данилович відзначений міськими преміями імені Богдана Хмельницького (1995) та імені Михайла Орловського (2008). А за значні досягнення в галузі історичного краєзнавства та збереження пам'яток минувшини отримав обласну премію імені Юхима Сіцінського (1998). Нагороджений медалями.
4 грудня 2009 р. трагічно обірвалося життя відомого дослідника члена Національної спілки краєзнавців України, дійсного члена Центру дослідження історії Поділля Інституту історії України НАН України Євгена Даниловича Назаренка.